# Barzio
Barzio is een gemeente in de Italiaanse provincie Lecco (regio Lombardije) en telt 1291 inwoners (31-12-2004). De oppervlakte bedraagt 21,4 km², de bevolkingsdichtheid is 61 inwoners per km².
De volgende frazioni maken deel uit van de gemeente: Concenedo.

## Demografie
Barzio telt ongeveer 603 huishoudens. Het aantal inwoners daalde in de periode 1991-2001 met 1,4% volgens cijfers uit de tienjaarlijkse volkstellingen van ISTAT.
| Jaar | Inwoneraantal |
| ---- | ------------- |
| 1991 | 1310          |
| 2001 | 1292          |

## Geografie
De gemeente ligt op ongeveer 769 m boven zeeniveau.
Barzio grenst aan de volgende gemeenten: Cassina Valsassina, Cremeno, Introbio, Moggio, Pasturo, Valtorta (BG), Vedeseta (BG).

## Externe link

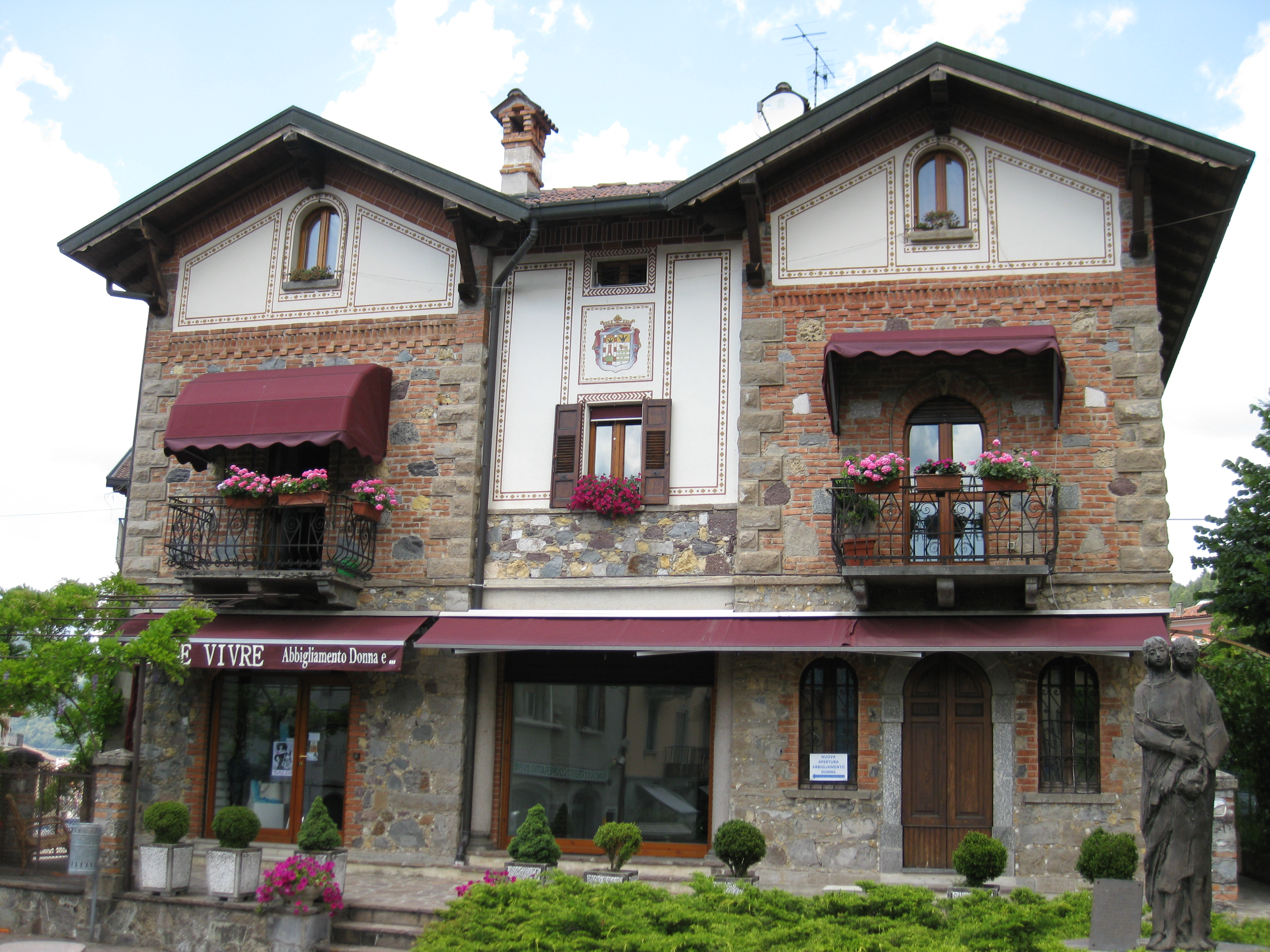